# Колтеу (комуна)
Колтеу (рум. Coltău) — комуна у повіті Марамуреш в Румунії. До складу комуни входять такі села (дані про населення за 2002 рік):
- Кетеліна (289 осіб)
- Колтеу (1859 осіб) — адміністративний центр комуни

Комуна розташована на відстані 403 км на північний захід від Бухареста, 8 км на південний захід від Бая-Маре, 91 км на північ від Клуж-Напоки.

## Населення
У 2009 році у комуні проживали 2293 особи.